# 拉庞
拉庞是巴西巴伊亚州的一个市镇。总面积638.317平方公里，总人口27509人，人口密度43.1人/平方公里。